# 三五曆記
《三五曆记》，又作《三五曆》，三國時代吳國人徐整著，內容皆论三皇已来之事，為最早記載盤古開天傳說的一部著作，此书已佚，僅部分段落存於後來的類書如《太平御覽》、《藝文類聚》之中。